# 佐々木律
佐々木 律（ささき りつ、本名：能登谷 律、1968年4月7日 - ）は、元札幌テレビ放送（STV）アナウンサー。

## 略歴
- 北海道小樽市出身。
- 明治学院大学文学部英文学科卒業。
- 1992年 - 1998年 STVアナウンサー（同期に室田智美）。
- 1998年 - STV報道制作局報道部記者。その後、報道部報道課長、報道部デスク、報道部チーフマネージャーを歴任。
- 2013年2月 報道部長・チーフマネージャー・コンプライアンス担当・ラジオ推進室付。
- 2013年7月 報道制作局報道部長・チーフマネージャー・コンプライアンス担当。

## 過去の担当番組

### アナウンサー時代

#### テレビ
- 朝6生ワイド（キャスター 1994年4月 - 1996年3月）
- 北、再発見

#### ラジオ
- 9時ですリクエストプラザ（パーソナリティ）
- オハヨー!土曜日
- 北海道歌謡大作戦

### 報道部時代
- 大地の選択〜遺伝子組換え論争（ディレクター 2005年）放送文化基金賞番組部門テレビドキュメンタリー賞、「地方の時代」映像祭放送局部門優秀賞、農業ジャーナリスト賞
- NNNドキュメント（プロデューサー 2009年「命の値段～がん患者、闘いの家計簿」）
- がん患者、お金との戦い（一連の報道 2007年 - 2011年）ギャラクシー賞報道活動部門大賞
- その他、農業・食・医療分野のドキュメンタリー番組のディレクター・プロデューサー。